# 1900년 하계 올림픽 사격
1900년 하계 올림픽 사격은 프랑스 파리에서 개최된 1900년 하계 올림픽의 경기 종목이다. 다른 종목들과 마찬가지로 같은 무렵에 여러 경기가 진행되었지만 국제 올림픽 위원회는 그 중 아홉 개 세부 종목만 정식 경기로 인정한다. 9개국 75명의 선수가 참가하였으며, 남자 경기만 진행되었다. Billancourt 세갱 섬에서 진행된 트랩 종목을 제외한 모든 종목이 베르사유에 있는 군영에서 진행되었다.

## 세부 종목
1900년 하계 올림픽 사격의 세부 종목은 아래와 같으며, 남자 경기만 진행되었다.
| - 소총 - 남자 300m 자유소총 입사 - 남자 300m 자유소총 슬사 - 남자 300m 자유소총 복사 - 남자 300m 자유소총 3자세 - 남자 300m 자유소총 단체전 | - 권총 - 남자 25m 속사권총 - 남자 50m 자유권총 - 남자 50m 자유권총 단체전 | - 산탄총 - 남자 트랩 |

## 참가국
9개국에서 75명의 선수가 참가하였다.
- 네덜란드 (7명)
- 노르웨이 (5명)
- 덴마크 (5명)
- 독일 (1명)
- 루마니아 (1명)
- 벨기에 (10명)
- 스위스 (8명)
- 영국 (1명)
- 프랑스 (37명)

## 메달 집계

### 최종 순위
| 순위 | 국가     | 금메달 | 은메달 | 동메달 | 합계 |
| ---- | -------- | ------ | ------ | ------ | ---- |
| 1    | 스위스   | 5      | 1      | 1      | 7    |
| 2    | 프랑스   | 3      | 4      | 3      | 10   |
| 3    | 덴마크   | 1      | 3      | 0      | 4    |
| 4    | 노르웨이 | 0      | 2      | 2      | 4    |
| 5    | 벨기에   | 0      | 0      | 2      | 2    |
| 6    | 네덜란드 | 0      | 0      | 1      | 1    |
| 합계 | 합계     | 9      | 10     | 9      | 28   |

### 메달리스트
| 종목                             | 금 | 은                                                                                                 | 동 |
| -------------------------------- | --- | -------------------------------------------------------------------------------------------------- | --- |
| 남자 25m 속사권총 자세히         | 모리스 라루이 · 프랑스                                                                                 | 레옹 모뢰 · 프랑스                                                                                 | 외젠 발므 · 프랑스                                                                                        |
| 남자 50m 자유권총 자세히         | 카알 뢰데러 · 스위스                                                                                   | 아킬레스 파로슈 · 프랑스                                                                           | 콘라트 스타헬리 · 스위스                                                                                  |
| 남자 50m 자유권총 단체전 자세히  | 스위스 (SUI) · 프리드리히 뤼트히 · 폴 프로스트 · 루이스 리차르데트 · 카알 뢰데러 · 콘라트 스타헬리     | 프랑스 (FRA) · 루이 두포이 · 모리스 르꼬끄 · 레옹 모뢰 · 아킬레스 파로슈 · 트리니테                | 네덜란드 (NED) · 솔코 반 덴 버르흐 · 안토니우스 바우번스 · 더크 후스트 깁스 · 헨릭 실렘 · 안토니 스베이스 |
| 남자 300m 자유소총 입사 자세히   | 라스 요르겐 매드슨 · 덴마크                                                                            | 올레 외스트모 · 노르웨이                                                                           | 샤를 포미에 · 벨기에                                                                                      |
| 남자 300m 자유소총 슬사 자세히   | 콘라트 스타헬리 · 스위스                                                                               | 에밀 켈렌베르거 · 스위스                                                                           | 없음 |
| 남자 300m 자유소총 슬사 자세히   | 콘라트 스타헬리 · 스위스                                                                               | 앤더스 피터 닐슨 · 덴마크                                                                          | 없음 |
| 남자 300m 자유소총 복사 자세히   | 아킬레슈 파로쉐 · 프랑스                                                                               | 앤더스 피터 닐슨 · 덴마크                                                                          | 올레 외스트모 · 노르웨이                                                                                  |
| 남자 300m 자유소총 3자세 자세히  | 에밀 켈렌베르거 · 스위스                                                                               | 앤더스 피터 닐슨 · 덴마크                                                                          | 풀 반 아스브로에크 · 벨기에                                                                               |
| 남자 300m 자유소총 3자세 자세히  | 에밀 켈렌베르거 · 스위스                                                                               | 앤더스 피터 닐슨 · 덴마크                                                                          | 올레 외스트모 · 노르웨이                                                                                  |
| 남자 300m 자유소총 단체전 자세히 | 스위스 (SUI) · 프랑츠 뵈클리 · 알프레드 그뤼터 · 에밀 켈렌베르거 · 루이스 리차르데트 · 콘라트 스타헬리 | 노르웨이 (NOR) · 올라프 플뤼덴룬드 · 헬메르 헤르만드센 · 올레 외스트모 · 올레 세테르 · 톰 시베르그 | 프랑스 (FRA) · 오귀스트 카바디니 · 모리스 르꼬끄 · 레옹 모뢰 · 아킬레스 파로슈 · 르네 토마스              |
| 남자 트랩 자세히                 | 로저 드 바르바린 · 프랑스                                                                              | 르네 구요트 · 프랑스                                                                               | 유스티니 드 클라리 · 프랑스                                                                               |

## 비공식 종목
다음은 비공식 종목의 메달리스트 목록이다. 국제 올림픽 위원회에서 공식적으로 집계할 때에는 비공식 종목을 제외하고 집계한다.
| 종목              | 금                       | 은                   | 동                               |
| ----------------- | ------------------------ | -------------------- | -------------------------------- |
| 남자 비둘기       | 레온 드 룬뎅 · 벨기에    | 모리스 포레 · 프랑스 | 모널드 맥킨토시 · 오스트레일리아 |
| 남자 비둘기       | 레온 드 룬뎅 · 벨기에    | 모리스 포레 · 프랑스 | 크리텐든 로빈슨 · 미국           |
| 남자 러닝게임타겟 | 루이스 데브라이 · 프랑스 | 없음                 | 콩트 드 램버트 · 프랑스          |
| 남자 러닝게임타겟 | 피에르 니베트 · 프랑스   | 없음                 | 콩트 드 램버트 · 프랑스          |

### 비둘기
| 순위 | 선수                  | 기록 (마리) |
| ---- | --------------------- | ----------- |
| 1    | 레온 드 룬뎅 (BEL)    | 21          |
| 2    | 모리스 포레 (FRA)     | 20          |
| 3    | 모널드 맥킨토시 (AUS) | 18          |
| 3    | 크리텐든 로빈슨 (USA) | 18          |

### 러닝게임타겟
| 순위 | 선수                  | 기록 (초) |
| ---- | --------------------- | --------- |
| 1    | 루이스 데브라이 (FRA) | 20        |
| 1    | 피에르 니베트 (FRA)   | 20        |
| 3    | 콩트 드 램버트 (FRA)  | 19        |

## 참고 자료
- 국제 올림픽 위원회 - 1900년 하계 올림픽 사격 경기 결과 (영어)
- De Wael, Herman (2006년 2월 25일). 《Herman's Full Olympians: "Shooting 1900"》. (Available electronically at  보관됨 2016-03-03 - 웨이백 머신)
- Mallon, Bill (1998). 《The 1900 Olympic Games, Results for All Competitors in All Events, with Commentary》. Jefferson, North Carolina: McFarland & Company, Inc., Publishers. ISBN 0-7864-0378-0.

| 올림픽 사격 |                                   |             |
| 이전 대회   | 1900년 하계 올림픽 사격 파리 1900 | 다음 대회   |
| 아테네 1896 | 1900년 하계 올림픽 사격 파리 1900 | 아테네 1906 |